# Hermann Emil Fischer
Herman Emil Fischer, nemški kemik, biokemik, univerzitetni profesor, * 9. oktober 1852, Euskirchen, Nemčija, † 15. julij 1919, Berlin.

## Življenje
Hermann Emil Fischer je bil nemški kemik, biokemik in univerzitetni profesor, ki se je rodil 9. oktobra 1852 v Euskirchnu v Nemčiji. Bil je najmlajši otrok Laurenza Fischerja in Julie Poensgen, imel je 5 sester. Nikoli ni uporabljal svojega prvega imena (Hermann), zato je bolj znan samo kot Emil Fischer. Leta 1884 je zbolel zaradi izpostavljenosti fenil hidrazinu, vendar je kmalu okreval. Izvedeli sva tudi, da se je leta 1888 poročil z Agnes Gerlach in bil z njo poročen 7 let, potem sta se namreč ločila. Imela sta tri sinove. Leta 1919 je zbolel za rakom, poleg tega pa postal še depresiven po smrti svojih dveh sinov, zato je 15. julija še istega leta v Berlinu naredil samomor. 

## Študij
Šolal se je na gimnaziji in veljal za najboljšega v svojem razredu. Kratek čas je delal doma pri svojem očetu v družinskem podjetju, vendar se je kmalu odpravil na Univerzo v Bonnu (1871), kjer je študiral kemijo. Študij je leto kasneje nadaljeval v Strasbourgu in tako leta 1874 postal doktor kemije. Doktorat je temeljil na raziskovanju ftalenskih barvil. To je bila njegova druga raziskovalna tema. Prvi se je namreč moral odreči, saj je bila med poskusi neka naprava nepopravljivo poškodovana.  

## Poklicna kariera
Istega leta kot je doktoriral, je bil na Univerzi v Strasbourgu imenovan za pomočnika profesorja von Baeyerja (tudi njegovega nekdanjega profesorja). Leto kasneje so von Baeyerja zaprosili, da nasledi nekoga na univerzi v Münchnu, kamor je vzel tudi Emila. Tam se je kvalificiral za privat docenta, leta 1879 pa je bil imenovan za izrednega profesorja za analizno kemijo. 2 leti za tem je bil na univerzi v Erlangenu imenovan za profesorja kemije, leta 1883 pa so mu ponudili mesto direktorja znanstvenega laboratorija, vendar je to ponudbo zavrnil. 5 let kasneje je odšel na univerzo v Würzburgu, kjer je kot profesor kemije ostal do leta 1892, ko so ga na berlinski univerzi prosili, da nasledi njihovega nekdanjega profesorja. Na tej univerzi je ostal vse do svoje smrti. 

## Raziskovanje
Med delom na Univerzi v Strasbourgu je odkril prvo hidrazinsko bazo (fenil hidrazin) in dokazal povezanost med hidrazo benzenom in sulfonsko kislino. Odkritje fenil hidrazina je bilo povezano z večino njegovih poznejših del.  
Fischer se je nato pri svojem raziskovalnem delu posvetil purinom in sladkorjem. Raziskoval je takrat še nepoznane snovi kot so adenin, gvanin, sečna kislina, kofein, razložil je njihovo zgradbo in dokazal, da te snovi izvirajo iz istega temeljnega sistema in imajo biciklično dušikovo strukturo. Še bolj natančno se je posvetil sečnini, ki jo je leta 1884 poimenoval purin, leta 1898 pa jo je tudi sintetiziral. 
V 1890-ih letih je pojasnil zgradbo naravnih sladkorjev in leta 1890 sintetiziral glukozo, fruktozo in manozo, kar štejemo za njegov največji uspeh. Uvedel je nov prikaz sestave sladkorjev, ki se še danes imenuje po njem.To je Fischerjeva projekcijska formula sladkorjev.
Kasneje se je usmeril še v raziskovanje aminokislin in beljakovin. Z ločevanjem in identifikacijo aminokislin je odkril novo vrsto cikličnih spojin: prolin in oksiprolin. Identificiral je vez, ki med sabo povezuje aminokisline in jo poimenoval peptidna vez. Za vsa ta odkritja in še mnoga druga, so mu leta 1902 podelili Nobelovo nagrado za kemijo.

## Dosežki
- Davyjeva medalja (1890)
- izvolitev za tujega člana Kraljeve družbe (ForMemRS; 1899)
- Nobelova nagrada za kemijo (1902)
- Nagrada za Faradayjevo predavanje (1907)
- Medalja Elliotta Cressona (1913)